# Festival de Cannes 1996
La quarante-neuvième édition du Festival de Cannes a lieu du 9 au 20 mai 1996. La maîtresse de cérémonie fut l'actrice française Sabine Azéma.

## Jury de la compétition
Le jury de la compétition se compose comme suit :
- Francis Ford Coppola, (Président du jury) réalisateur, scénariste et producteur  États-Unis
- Nathalie Baye, actrice  France
- Eiko Ishioka, artiste  Japon
- Greta Scacchi, actrice  Italie
- Michael Ballhaus, directeur de la photographie  Allemagne
- Henry Chapier, critique  France
- Atom Egoyan, réalisateur  Canada
- Krzysztof Piesiewicz, scénariste  Pologne
- Antonio Tabucchi, écrivain  Italie
- Trần Anh Hùng, réalisateur  France /  Viêt Nam

## Sélections

### Sélection officielle

#### Compétition
La sélection officielle en compétition se compose de 22 films :
| Titre                                                | Réalisation           | Pays        | Distribution                             |
| ---------------------------------------------------- | --------------------- | ----------- | ---------------------------------------- |
| Breaking the Waves                                   | Lars von Trier        | Danemark    | Emily Watson, Stellan Skarsgård          |
| Comment je me suis disputé… (ma vie sexuelle)        | Arnaud Desplechin     | France      | Mathieu Amalric, Emmanuelle Devos        |
| Crash                                                | David Cronenberg      | Canada      | James Spader, Holly Hunter               |
| Fargo                                                | Joel Coen, Ethan Coen | États-Unis  | William H. Macy, Frances McDormand       |
| Goodbye South, Goodbye                               | Hou Hsiao-hsien       | Taïwan      | Hsu Kuai-Ying, Annie Shizuka Inoh        |
| Kansas City                                          | Robert Altman         | États-Unis  | Harry Belafonte, Jennifer Jason Leigh    |
| Au loin s'en vont les nuages                         | Aki Kaurismäki        | Finlande    | Kati Outinen, Kari Väänänen              |
| La Seconde Fois (en compétition pour la Caméra d'or) | Mimmo Calopresti      | Italie      | Valeria Bruni-Tedeschi, Marina Confalone |
| Le Huitième Jour                                     | Jaco Van Dormael      | France      | Daniel Auteuil, Pascal Duquenne          |
| Les Voleurs                                          | André Téchiné         | France      | Catherine Deneuve, Benoît Magimel        |
| Po di sangui                                         | Flora Gomes           | Guinée      | Dulcenia Bidjanque, Dadu Cissé           |
| Ridicule (film d'ouverture)                          | Patrice Leconte       | France      | Fanny Ardant, Jean Rochefort             |
| Secrets et Mensonges                                 | Mike Leigh            | Royaume-Uni | Brenda Blethyn, Marianne Jean-Baptiste   |
| Beauté volée                                         | Bernardo Bertolucci   | Italie      | Liv Tyler, Jeremy Irons                  |
| The Sunchaser                                        | Michael Cimino        | États-Unis  | Woody Harrelson, Jon Seda                |
| Temptress Moon                                       | Chen Kaige            | Hong Kong   | Leslie Cheung, Gong Li                   |
| La Chambre tranquille                                | Rolf De Heer          | Australie   | Chloe Ferguson, Paul Blackwell           |
| The Van                                              | Stephen Frears        | Royaume-Uni | Colm Meaney, Donal O'Kelly               |
| Tierra                                               | Julio Medem           | Espagne     | Carmelo Gómez, Emma Suárez               |
| Trois vies et une seule mort                         | Raoul Ruiz            | Portugal    | Marcello Mastroianni, Marisa Paredes     |
| Trop tard                                            | Lucian Pintilie       | Roumanie    | Razvan Vasilescu, Cécilia Barbora        |
| Un héros très discret                                | Jacques Audiard       | France      | Mathieu Kassovitz, Albert Dupontel       |

#### Un certain regard
La section Un certain regard comprend 25 films :
- Bastard Out of Carolina d'Anjelica Huston
- Buenos Aires Vice Versa d'Alejandro Agresti
- Compagne de voyage (Compagna di viaggio) de Peter Del Monte
- Conte d'été d'Éric Rohmer
- Le Grand Galop (Cwal) de Krzysztof Zanussi
- Few of Us (Mūsų nedaug) de Šarūnas Bartas
- Fourbi d'Alain Tanner
- Gabbeh de Mohsen Makhmalbaf
- Haïfa de Rashid Masharawi
- I Shot Andy Warhol de Mary Harron
- Irma Vep d'Olivier Assayas
- La Bouche de Jean-Pierre de Lucile Hadzihalilovic
- Looking for Richard d'Al Pacino
- Love Serenade de Shirley Barrett
- Lulu de Srinivas Krishna
- Mossane de Safi Faye
- No Way to Forget de Richard Frankland (court métrage)
- Le Courrier (Pasts) de Laila Pakalniņa (court métrage)
- Le Ferry (Prāmis) de Laila Pakalniņa (court métrage)
- Some Mother's Son de Terry George
- Double mise (Hard Eight) de Paul Thomas Anderson
- Le Porteur de cercueil (The Pallbearer) de Matt Reeves
- The Pillow Book de Peter Greenaway
- The Waste Land de Deborah Warner (court métrage)
- Un samedi sur la Terre de Diane Bertrand

#### Hors compétition
2 films sont présentés hors compétition :
| Titre                             | Réalisation   | Pays       | Distribution  |
| --------------------------------- | ------------- | ---------- | ------------- |
| Il giorno della prima di Close Up | Nanni Moretti | Italie     | Nanni Moretti |
| Mickey perd la tête               | Chris Bailey  | États-Unis |               |

#### Séances spéciales
5 films sont présentés en séance spéciale :
| Titre                              | Réalisation                      | Pays        | Distribution                          |
| ---------------------------------- | -------------------------------- | ----------- | ------------------------------------- |
| Flirter avec les embrouilles       | David O. Russell                 | États-Unis  | Ben Stiller, Patricia Arquette        |
| Girl 6                             | Spike Lee                        | États-Unis  | Theresa Randle, John Turturro         |
| Les Affinités électives            | Paolo Taviani, Vittorio Taviani  | Italie      | Isabelle Huppert, Jean-Hugues Anglade |
| Microcosmos : Le Peuple de l'herbe | Claude Nuridsany, Marie Pérennou | France      |                                       |
| Trainspotting                      | Danny Boyle                      | Royaume-Uni | Ewan McGregor, Ewen Bremner           |

### Quinzaine des réalisateurs
Longs métrages
- A toute vitesse de Gaël Morel
- Beautiful Thing de Hettie Macdonald
- Edipo Alcalde de Jorge Ali Triana
- Encore de Pascal Bonitzer
- Flame d'Ingrid Sinclair
- Hagyjallogva Vaszka de Péter Gothár
- Inside d'Arthur Penn
- Jeunesse sans Dieu de Catherine Corsini
- Jude de Michael Winterbottom
- Kavkazski Plennik de Sergueï Bodrov
- Kids Return de Takeshi Kitano
- La Promesse de Jean-Pierre et Luc Dardenne
- Le Cri de la soie d'Yvon Marciano
- Les Mille et Une Recettes du cuisinier amoureux de Nana Djordjadze
- Lone Star de John Sayles
- Macadam Tribu de José Laplaine
- Mondani A Mondhatatlant : Elie Wiesel Üzenete de Judit Elek
- Parfait Amour ! de Catherine Breillat
- Pasajes de Daniel Calparsoro
- Salut cousin ! de Merzak Allouache
- Sélect Hôtel de Laurent Bouhnik
- Trees Lounge de Steve Buscemi
- White Night de Arnon Zadok
- Y aura-t-il de la neige à Noël ? de Sandrine Veysset

Courts métrages
- La Faim de Siegfried
- La Fille et l'amande de Bénédicte Brunet
- Vacances A Blériot de Bruno Bontzolakis
- Virage Nord de Sylvain Labrosse

### Semaine de la critique

#### Longs métrages
- A Drifting Life de Lin Cheng-sheng (Taïwan)
- Les Aveux de l’innocent de Jean-Pierre Améris (France)
- The Empty Mirror de Barry J. Hershey (Etats-Unis)
- En route vers Manhattan (The Daytrippers) de Greg Mottola (Etats-Unis)
- Mi ultimo hombre de Tatiana Gaviola (Chili)
- Sous-sol de Pierre Gang (Canada)
- Yuri de Yoon-ho Yang (Corée)

#### Courts métrages
- Derrière le bureau d’acajou de Johannes Stjärne Nilsson (Suède)
- La Grande migration de Youri Tcherenkov (France)
- Planet Man d'Andrew Bancroft (Nouvelle-Zélande)
- Une robe d’été de François Ozon (France)
- Le Réveil de Marc-Henri Wajnberg (Belgique)
- The Slap de Tamara Hernandez (Etats-Unis)
- La Tarde de un matrimonio de clase media de Fernando León (Mexique)

## Palmarès

### Compétition
- Palme d'or : Secrets et mensonges de Mike Leigh (Grande-Bretagne)
- Grand prix du jury : Breaking the Waves de Lars von Trier (Danemark)
- Prix spécial du jury : Crash de David Cronenberg (Canada)
- Prix de la mise en scène : Joel Coen pour Fargo (États-Unis)
- Prix d'interprétation féminine : Brenda Blethyn dans Secrets et mensonges de Mike Leigh (Grande-Bretagne)
- Prix d'interprétation masculine (ex æquo) : Daniel Auteuil et Pascal Duquenne pour Le Huitième Jour de Jaco Van Dormael (Belgique)
- Prix du scénario : Jacques Audiard pour Un héros très discret (France)
- Grand prix de la commission supérieure technique : Microcosmos de Claude Nuridsany et Marie Pérennou (France)
- Caméra d'or : Love Serenade de Shirley Barrett (Australie)
- Palme d'or du court-métrage : Szél de Marcell Iványi (Hongrie)
- Prix du jury du court-métrage : Small Deaths de Lynne Ramsay (Écosse)

### Prix FIPRESCI
Le prix FIPRESCI du Festival de Cannes est remis à 3 réalisateurs.
| Attribué à                                                        | Réalisateur     | Pays              | Section                    |
| ----------------------------------------------------------------- | --------------- | ----------------- | -------------------------- |
| Secrets et Mensonges (Secrets & Lies)                             | Mike Leigh      | Royaume-Uni       | Compétition                |
| Le Prisonnier du Caucase (Кавказский пленник, Kavkazskiy plennik) | Sergey Bodrov   | Russie Kazakhstan | Quinzaine des Réalisateurs |
| Le Courrier (Pasts) / Le Ferry (Pramis)                           | Laila Pakalniņa | Lettonie          | Un Certain Regard          |